# Sleep (Unix)
sleep – uniksowe polecenie oczekujące zadany czas.
- sleep [liczba][s,m,h,d]
 liczba w większości implementacji powinna być wyrażona liczbą całkowitą, nowe wersje GNU Coreutils dopuszczają wartości zmiennoprzecinkowe
sekund, minut, godzin, dni

W systemie GNU ten program jest w pakiecie GNU Coreutils.

## Przykład
Wydając polecenie:
```
date
;
sleep
 
5s
;
date

```

Otrzymamy:
```
sob gru 30 17:43:02 CET 2006
sob gru 30 17:43:07 CET 2006
```